# Kanton Le Pouzin
Le Pouzin is een kanton van het Franse departement Ardèche. Het kanton maakt deel uit van het arrondissement Privas. Het werd opgericht door het decreet van 13 februari 2014, met uitwerking op 22 maart 2015 en met Le Pouzin als hoofdplaats.

## Gemeenten
Het kanton omvat de volgende 13 gemeenten:
- Baix
- Cruas
- Meysse
- Le Pouzin
- Rochemaure
- Rompon
- Saint-Bauzile
- Saint-Julien-en-Saint-Alban
- Saint-Lager-Bressac
- Saint-Martin-sur-Lavezon
- Saint-Pierre-la-Roche
- Saint-Symphorien-sous-Chomérac
- Saint-Vincent-de-Barrès